# Tell Agrab
Tell Agrab est un site archéologique de la Mésopotamie antique, situé dans l'est de l'Irak, dans la vallée de la Diyala. Mis au jour dans les années 1930 par une équipe d'archéologues de l'Université de Chicago dirigée par Henri Frankfort, il a été occupé du Ve millénaire av. J.-C. (période d'Obeïd) au début du IIe millénaire av. J.-C. Son nom antique n'est pas connu.
La phase d'occupation la plus importante correspond à la période des dynasties archaïques, de 2900 à 2340 av. J.-C. environ, dont la chronologie a en partie été définie à partir des fouilles de Tell Agrab et de sites voisins (Tell Asmar, Khafadje). Le monument majeur mis au jour est un temple de cette période, mesurant 84 × 62 mètres, qui serait dédié au dieu Shara si on se fie à une inscription portée par un vase qui y a été mis au jour. Deux édifices de nature énigmatique du début du IIe millénaire av. J.-C. ont également été fouillés sur le site.